# Dictyostélides
Dictyostelia, Dictyosteliomycetes
Clade
Les dictyostélides (CINZ : Dictyostelia ; CIN : Dictyosteliomycetes) sont un clade de protistes amibozoaires de la classe des Eumycetozoa. Ils appartiennent au groupe des myxomycètes au sens large, car ils forment un pseudoplasmode et des fructifications sporifères. Ces organismes ont parfois été classés parmi les champignons et sont souvent étudiés par les mycologues.

## Classification
La taxinomie interne des dictyostélides a été entièrement revue en 2018 :
- ordre Acytosteliales
  - famille Acytosteliaceae
    - genre Acytostelium
    - genre Heterostelium
    - genre Rostrostelium

  - famille Cavenderiaceae
    - genre Cavenderia
- ordre Dictyosteliales
  - famille Dictyosteliaceae
    - genre Dictyostelium
    - genre Polysphondylium

  - famille Raperosteliaceae
    - genre Tieghemostelium
    - genre Hagiwaraea
    - genre Raperostelium
    - genre Speleostelium

  - incertae sedis
    - genre Coremiostelium
- incertae sedis
  -     - genre Synstelium